# Erg Chebbi

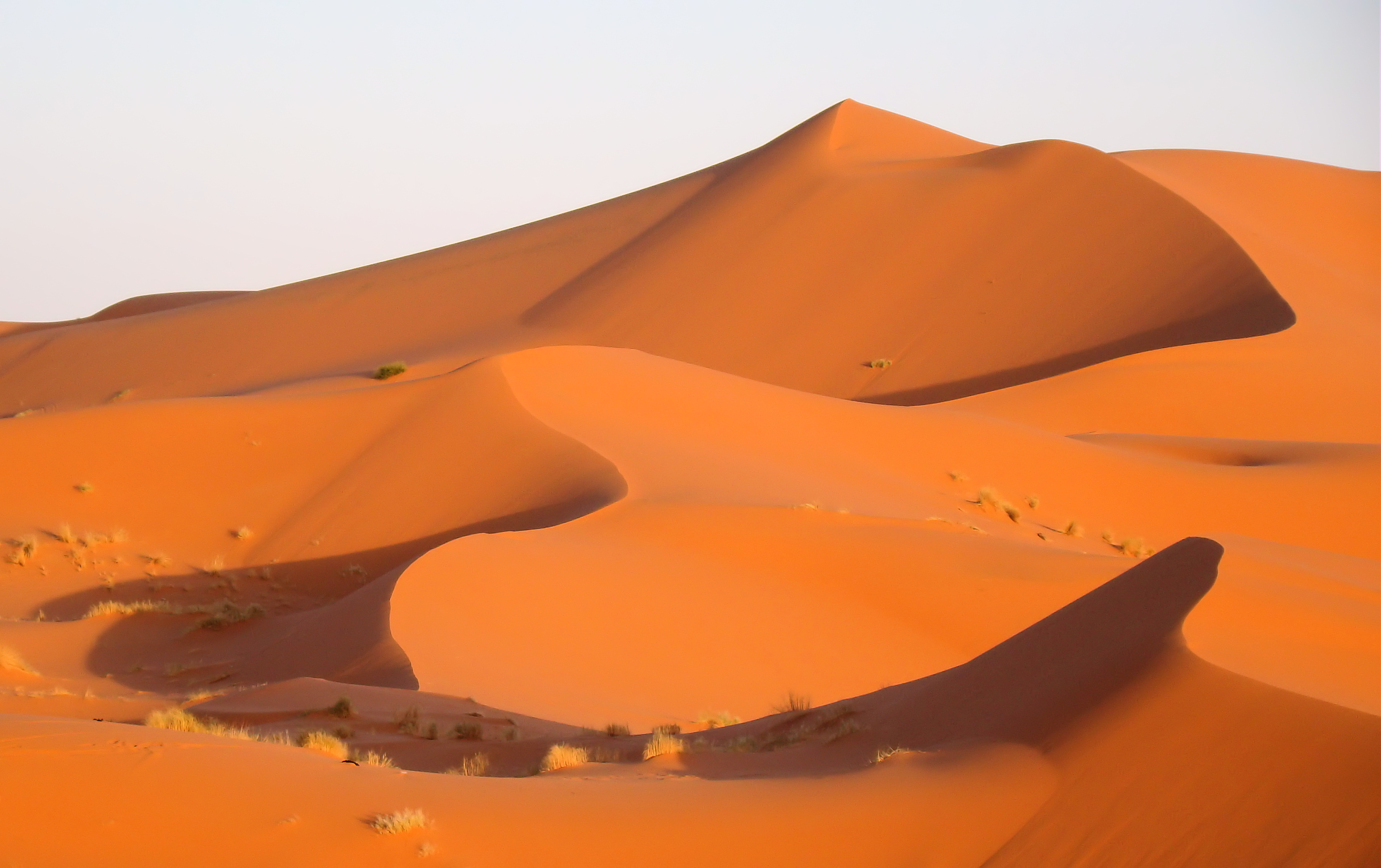
Erg Chebbi bei Sonnenuntergang

Erg Chebbi (arabisch عرق الشبي, DMG ʿirq aš-šabbī) ist ein Erg in Marokko – große, durch Wind geformte Dünenlandschaften.

## Lage

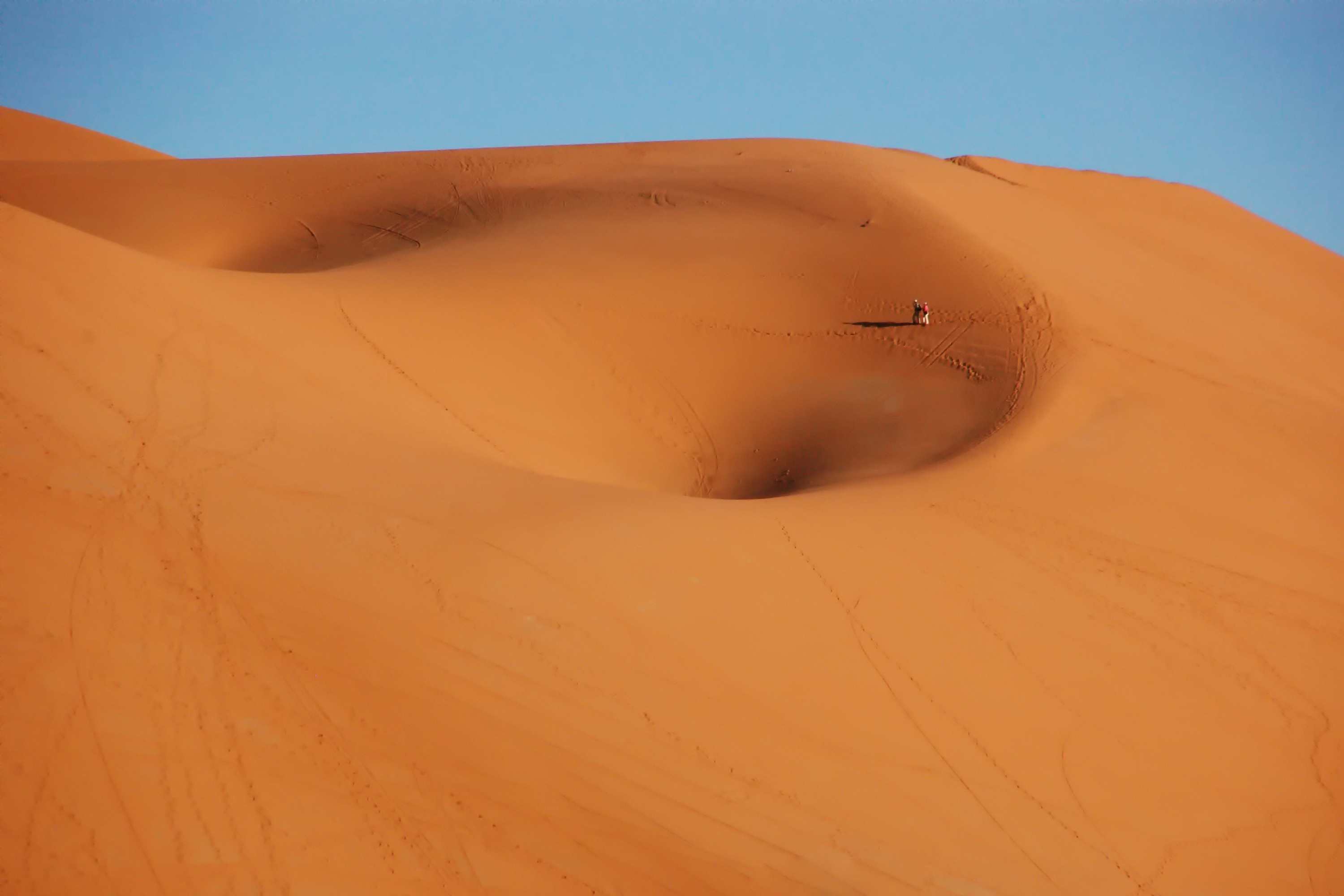
Erg Chebbi, Krater in der Düne

Das Erg Chebbi liegt in der westlichen Sahara, im Osten von Marokko kurz vor der Grenze zu Algerien, etwa auf 31°10′N 03°59′W. Der nächstgelegene größere Ort ist Erfoud, ungefähr 40 km weiter nördlich; Rissani liegt unwesentlich näher (ca. 35 km). Merzouga, das lokale Touristenzentrum, liegt am Rand der Dünen.

## Dünen
Die Dünen erreichen eine Höhe von 150 Meter. An einigen Stellen wachsen nach Regenfällen Dünengräser. Das gesamte Erg hat eine Ausdehnung von 22 Kilometer in Nord-Süd-Richtung und bis zu fünf Kilometer in Ost-West-Richtung. Von Erfoud, Rissani oder Merzouga aus bieten verschiedene Kleinunternehmer Kamelritte in die Dünen an. Meist sind es nur kurze Ausflüge in den Morgen- oder Abendstunden, aber auch Tagestouren oder Übernachtungen sind möglich. Merzouga ist bei allen Varianten nicht mehr zu sehen und so entsteht in manchen Augenblicken das Gefühl, mitten in einer zeit- und lautlosen Wildnis zu sein.

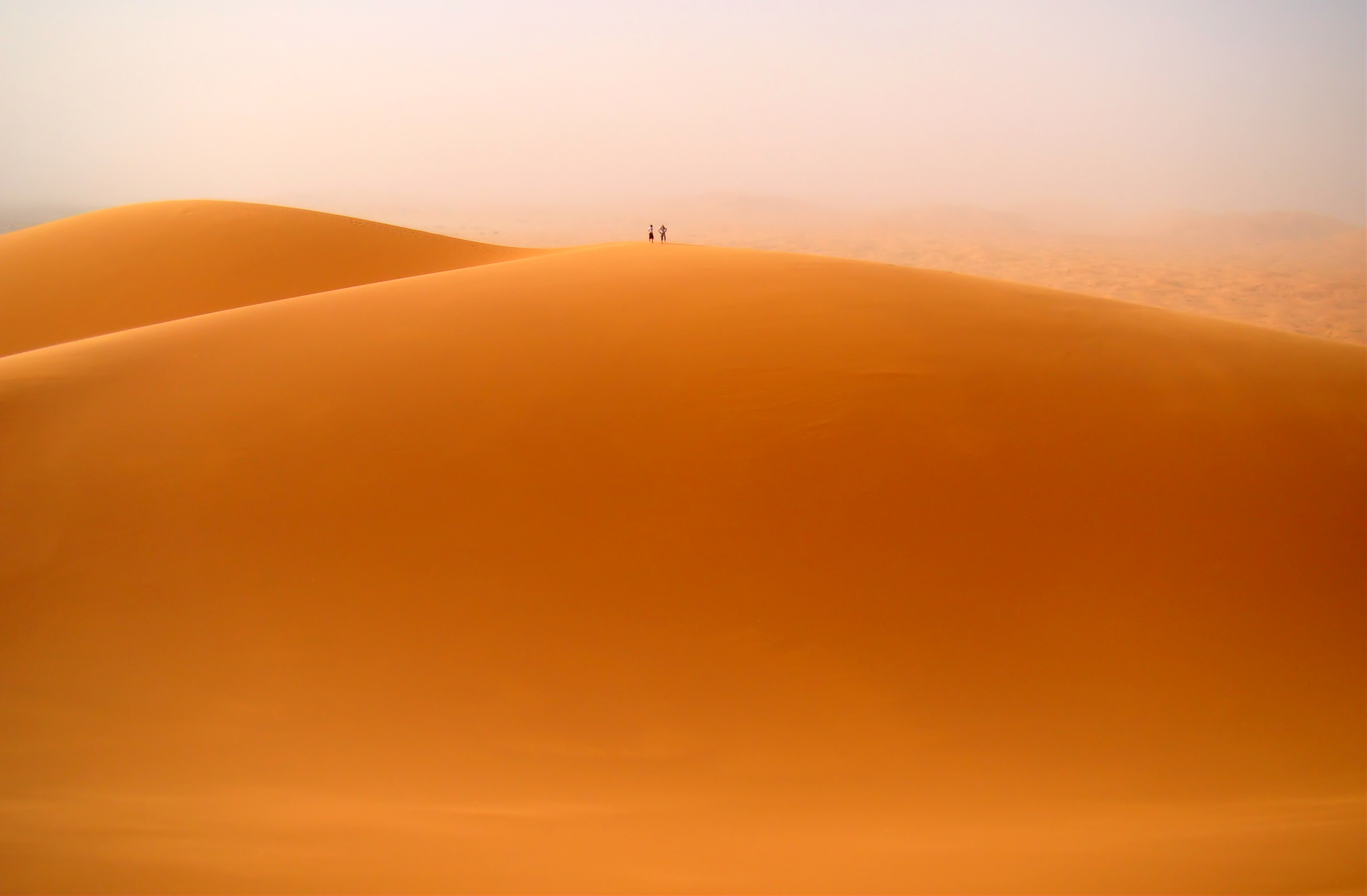
Zwei Menschen auf dem Gipfel einer der Hauptdünen, 31°10′N 03°59′W
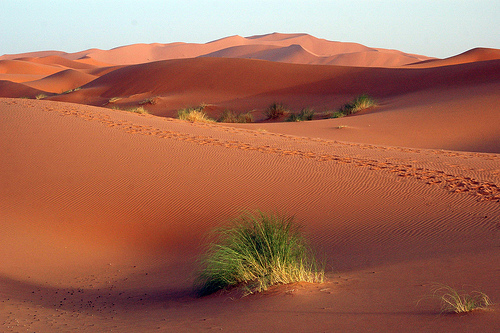
Dünen mit Wüstengräsern
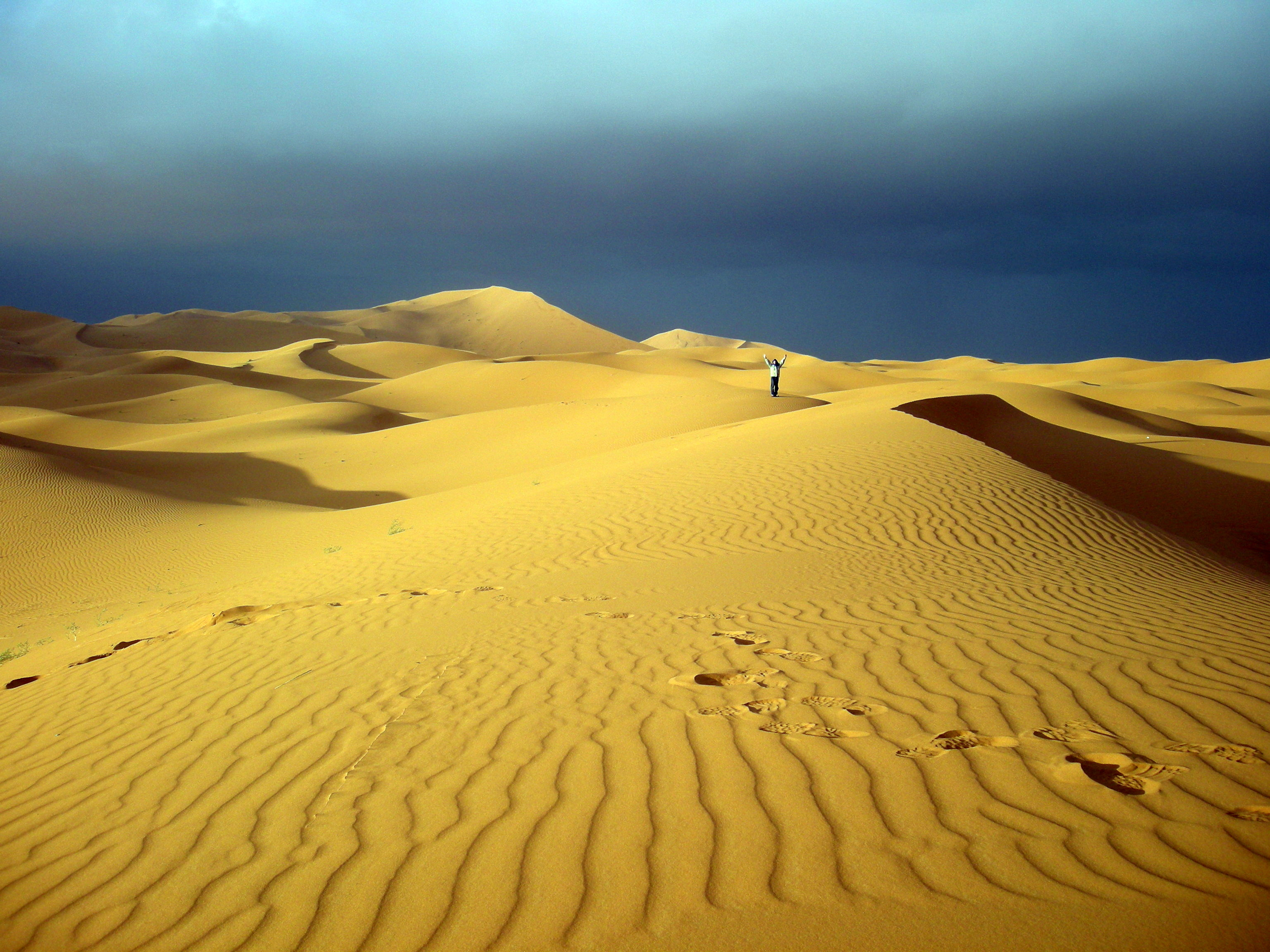
Die Farbe des Sandes wechselt mit der Tageszeit und dem Wetter

## Tourismus
Es gibt verschiedene lokale und überregionale Veranstalter, die Kameltouren, Wanderungen sowie Motorrad- und Quadtouren anbieten. Darüber hinaus werden die Dünen von vornehmlich europäischen Geländewagentouristen angefahren. Am Erg Chebbi und in der direkten Umgebung gibt es verschiedene Unterkünfte vom traditionellen Berberzelt über einfache Herbergen bis hin zum luxuriösen Hotel mit Pool. Marokkaner nutzen manchmal die Wärme des sommerlichen Dünensandes zur Heilung bzw. Linderung rheumatischer Beschwerden.